# Pygargue
Haliaeetus
Pour les articles homonymes, voir Pygargue (homonymie).
Genre
Les pygargues ou pyrargues (Haliaeetus) sont un genre de rapaces diurnes de la famille des Accipitridae qui se nourrissent majoritairement de poissons. 
Ils sont parfois appelés aigles pêcheurs, aigles de mer, haliètes, et plus anciennement huards ou orfraies. 
Les pygargues réunissent les espèces du genre Haliaeetus et de l'ancien genre Icthyophaga, auparavant tous deux classés dans une sous-famille des Haliaeetinae, mais qui ont fusionné depuis 2013. 
Le pygargue à tête blanche est particulièrement connu pour être l'emblème des États-Unis.

## Étymologie
Le terme « pygargue » est issu du latin pygargus désignant les mêmes oiseaux. Ce terme du grec ancien πυγάργος qui signifie littéralement « qui a les fesses blanches ». Le terme est attesté en français dès 1482 sous la forme « pigart ».

## Liste des espèces
D'après la classification de référence (version 14.1, 2024) de l'Union internationale des ornithologues, il y a 4 espèces du genre Haliaeetus (ordre philogénique) :
| Espèce                                                            | Photo                    | Répartition                              | Population Nombre de couples |
| Haliaeetus pelagicus (Pallas, 1811) Pygargue empereur             | Pygargue empereur        | Distribution du pygargue pelagicus       | 5 000 En déclin sérieux. Peut-être disparu en Corée et de plus en plus rare au Japon.                                                                       |
| Haliaeetus leucoryphus (Pallas, 1771) Pygargue de Pallas          | Pygargue de Pallas       | Asie Centrale                            | Entre 2 500 et 10 000 Menacé |
| Haliaeetus albicilla (Linnaeus, 1758) Pygargue à queue blanche    | Pygargue à queue blanche | Distribution du pygargue à queue blanche | 10 000 à 20 000 600 couples en Europe. Réintroductions en cours dans les îles Britanniques.                                                                 |
| Haliaeetus leucocephalus (Linnaeus, 1766) Pygargue à tête blanche | Pygargue à tête blanche  | Distribution du pygargue à tête blanche  | 100 000+. Sauvé de la disparition aux États-Unis. Actuellement de plus en plus nombreux tout au long des États-Unis où de grands plans d'eau sont visibles. |

## Dans la littérature
Ces oiseaux sont mentionnés :
- par Victor Hugo dans La Voix de Guernesey, un poème adressé aux partisans de Garibaldi à l'occasion de la bataille de Mentana (1866) : « ...Et tandis que les rois, joyeux et désastreux, font une fête auguste et triomphale entre eux (...) les freux, la louche orfraie et le pygargue (...) volent droit aux charniers »,
- par le comte de Lautréamont au deuxième des Chants de Maldoror : « Je sais la plume qui va construire le deuxième chant (...) instrument arraché aux ailes de quelque pygargue roux ! »[5]